# Stadga om rikets prästerskaps trolovningar, bröllop, barnadop och begravningar, samt klädedräkter
Stadga om rikets prästerskaps trolovningar, bröllop, barnadop och begravningar, samt klädedräkter var en stadga och ett påbud av drottning Hedvig Eleonora i egenskap av förmyndare för Karl XI, som utfärdades i Stockholm 5 oktober 1664, samtidigt som en liknande stadga författades för adeln och borgarståndet.
Stadgan gäller prästerskapets seder vid sakramentala riter och andra särskilda privata riter i Svenska kyrkan.
I stadgan delas prästerskapet in i grader, liknande de som redan fanns bland ridderskapet och adeln. Till första graden räknades alla universitetets professorer, hovpredikanter, konsistorialer, praepositos, lektorer, pastorer, rektorer i trivialskolor och "alla skickliga, allvarsamma och vällärda graduerade män". Till andra graden fördes ridderskapets och adelns präster, kapellaner, krigspräster, rektorer i småskolor och alla hörare. Över dessa grader stod biskopar, superintendenter och presides consistorium, vilka kunde följa adelns seder och bruk. När stadgan förnyades 1668, överflyttades professorerna till samma klass som biskopar.

## Innehåll
Stadgans ingress påtalar att också adeln och borgerskapet fått en stadga i dylika ärenden. Till paragraferna hör också straffsatser.
1. Det är förbjudet med många gäster, fler än närmaste släkt, vid trolovningar, och straffas med 40 daler silvermynt. Högst två eller tre vittnen är nödvändiga.
2. Det är inte tillåtet med högtidliga beridningar med ledsagare i staden eller från sitt hem på landet, vid bröllop. Vid bröllop får inte hållas gästabud eller badstugugång. Om det är nödvändigt, på landet, får brudgummen komma kvällen innan bröllopet med sina mannar, men får ej bjudas konfekt eller starka drycker.
3. Bara på landet får brudgummen rida till kyrkan vid bröllop, men då utan skjutande.
4. Söndag är sabbatsdag och då får inte bröllop hållas.
5. Brudar får inte utsmycka sig överflödigt. Var och en ska klä sig efter sitt stånd, inte efter brudsätans förmågor. Ranggraderna är: Första graden utgörs av akademiprofessorer, hovpredikanter, konsistorialer, praepositos, lektorer, pastorer, rektorer i trivialskolor och alla skickliga, allvarsamma och vällärda graduerade män. Andra graden utgörs av ridderskapets och adelns präster, kapellaner, krigspräster, rektorer i småskolor och alla hörare. När det gälle biskopar, superintendenter och presides consistorium kan de välja seder enligt ovan eller enligt adelns stadgade seder. Brudar av första graden får ha diamanter och pärlor, sidentyg, och ha en ädelstenbesatt brudkrona, men klädedräkten ska vara allvarsam. Brudar av andra graden får inte ha diamanter eller pärlor, men ha en måttligt dekorerad krona, och klä sig i tyg av mindre kostnad än siden. Tjänstepigor i båda graderna måste klä sig gemenare som brudar, inte klä sig i något nytt mode. Beryktade personer bör inte ha krona eller så hederlig dräkt som annars.
6. Om präst står för tjänstefolkets bröllop, får dessa inte vara lika med dennes barns, utan ska vara enligt personens eget stånd.
7. Gästernas antal får inte övergå brudparets stånd och ämne. Ingen behöver mer än 16 gäster, musikanter, betjänter och officianter inbegripet. Det är berömligt att bjuda färre och skänka pengarna till behövande.
8. Om någon är genstörtig och dristar sig att förmena eller fördriva gästerna, ska denne straffas enligt stadens lagar.
9. Man ska inte belasta brudhuset med drängar, pigor och pojkar, inte ens adeln ska ha större uppvaktning än nödvändigt. Böter utgår efter varje onödig person.
10. Också gällande maten ska man ta hänsyn till graderna. Första graden får ha två anrättningar om borden är avlånga, allvarsamt upplagda, samt konfekt och frukt, såväl inlagd som färsk, men ingen marsipan. Andra graden får ha en anrättning av måttliga rätter, ingen annan konfekt än bakelse, samt inhemsk, oinlagd frukt.
11. Den som är av första graden får pryda brudhuset med tapeter, silver och sidentyg på väggar och som himlar i taket, ha silverljuskronor, silverljusstakar, och annan sirat, men bara om personen äger det själv. Annars får man nöja sig med tenn. Den som är av andra graden får nöja sig med mindre utsmyckning. Tjänstefolk ska nöja sig med vad som dem anstår.
12. Vid alla bröllop ska man ha gott, svenskt öl. Hellre än utländskt öl ska man bjuda på vin. Vid tjänstepigors och drängars bröllop ska bjudas på svenskt öl och brännvin. Om brudfolket är av medelmåttigt stånd kan bjudas på främmande öl eller bara brännvin. Om tjänstefolket är av förnämt stånd kan det bjudas vin, men helst spanskt eller franskt.
13. Om bröllop sker vid någon helgdag, får den inte störa gudstjänsten.
14. Bröllopsgåvor är onödigt. Om brudparet är fattigt kan de ställa fram en skål på bordet där gästerna kan lägga så mycket gåvor som de vill. Brud och brudgum får heller inte ge släkt och vänner gåvor.
15. Ingen får dansa vid bröllopsmiddagen, innan maten är upplagd och tacksägelsebönen gjord.
16. Ungkarlar får inte bli druckna i brudhuset.
17. Musikanter får inte ta mer än fyra riksdaler i taxa.
18. Om antalet musikanter. Hänvisning till Ordning för musikant eller speleman.
19. Det är förbjudet med gästabud hemma.
20. Vid barnadop får bara faddrarna och barnmorskan bjudas. Om dopet sker på landet får lite förtäring ges i kyrkan, men utan överflöd och enligt graderna.
21. Faddrar ska inte ge faddergåva.
22. Ingen exess med dopkläderna.
23. När kyrkogång sker ska inte hustruarna följa med, endast "tvenne af näste släkt eller vänner". De får trakteras med måttlighet. Men i städerna får bara traktas ringa vin och bakelse.
24. Om seder för barnsängskvinnor.
25. Om bekostningar vid jordfärder och begravningar.
26. Om att vid sådana tillfällen som ovan alltid tänka på de fattiga, kyrkor, skolor och hospital.
27. Om klädedräkter i gemen. Alla främmande mönster och mönster som inte hör till ens stånd, är förbjudna.
28. Personer från andra länder som vant sig vid andra klädedräkter, får förbli i sina vanliga manéer. Men den som i barndomen burit svensk dräkt ska så fortsätta göra, så länge som den blir kvar i samma stånd.
29. Alla böter som denna stadga inbringar, ska skiftas mellan fattiga prästänkor, och domkapitlet med åklagaren.
30. I sådana här mål är biskopen eller konsistoriet domare.